# Confessor

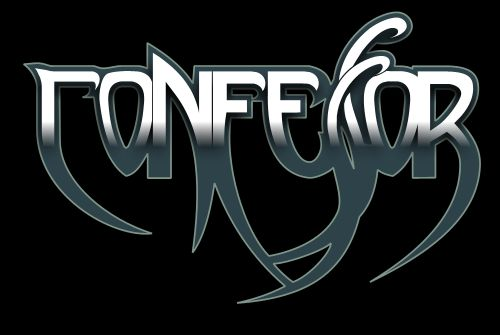
Bandlogo

Confessor is een Amerikaanse progressieve metalband, gevormd in 1986. De band stond eerst als een doommetalband bekend. In 1994 ging de band uit elkaar, terwijl ze met het tweede album bezig waren. In 2002 kwam de band weer bij elkaar en maakte het album af en is nu in 2020 nog actief.

## Artiesten
- Scott Jeffreys (ex-Watchtower) - zang
- Chris Nolan - gitaar
- Marcus Williams - gitaar
- Cary Rowells - basgitaar
- Steve Shelton - drumstel

## Vroegere leden
- Brian Shoaf - gitaar
- Graham Fry - gitaar
- Ivan Colon - gitaar
- Shawn McCoy - gitaar
- Jim Shoaf - drumstel

## Albums
- Condemned (1991)
- Unraveled (2005)
- Uncontrolled (2012)